# Teorema di Rao-Blackwell
In statistica, il teorema di Rao-Blackwell descrive una tecnica che consente di trasformare uno stimatore notevolmente grossolano in uno stimatore ottimale sotto il criterio dello scarto quadratico medio, o sotto una varietà di criteri analoghi. Il teorema prende il nome dagli statistici C.R. Rao (che lo dimostrò nel 1945) e David Blackwell (che lo dimostrò indipendentemente nel 1947).

## Definizioni e concetti preliminari
- Uno stimatore {\displaystyle \ \delta (X)} è una variabile casuale (ossia, una statistica del campione casuale{\displaystyle \ X}) osservabile, utilizzata per stimare una qualche grandezza non direttamente osservabile. Per esempio, l'altezza media degli studenti di un dato corso può essere utilizzata per stimare l'altezza media degli studenti di tutta l'università.
- Una statistica sufficiente {\displaystyle \ T(X)} è una variabile casuale tale che la distribuzione di probabilità condizionata di tutti i dati{\displaystyle \ X} data{\displaystyle \ T(X)} non dipende da alcuna delle quantità non osservabili che sono oggetto di stima (nella maggioranza delle applicazioni, queste sono i parametri che caratterizzano la distribuzione di probabilità dei dati).
- Uno stimatore di Rao-Blackwell {\displaystyle \ \delta _{1}(X)} di una quantità non osservabile{\displaystyle \ \vartheta } è il valore atteso condizionato{\displaystyle \ {\textrm {E}}[\delta (X)|T(X)]} di un qualche stimatore {\displaystyle \ \delta (X)}, data la statistica sufficiente {\displaystyle \ T(X)}. Per comodità di esposizione, si chiami{\displaystyle \ \delta (X)} lo stimatore originale, e{\displaystyle \ \delta _{1}(X)} lo stimatore migliorato. È importante che lo stimatore migliorato sia osservabile, nel senso che non dipenda da{\displaystyle \ \vartheta }. In generale,{\displaystyle \ {\textrm {E}}[\delta (X)|T(X)]} dipenderebbe da{\displaystyle \ \vartheta }, ma la definizione di sufficienza impedisce che ciò accada.
- Lo scarto quadratico medio (in inglese mean squared error) di un generico stimatore {\displaystyle \ \delta (X)} per i parametri{\displaystyle \ \vartheta } è:{\displaystyle \ {\textrm {E}}[(\delta (X)-\vartheta )^{2}]}.

## Enunciato e dimostrazione del teorema
Una prima formulazione del teorema di Rao-Blackwell è:
Lo scarto quadratico medio di uno stimatore di Rao-Blackwell è minore o uguale a quello dello stimatore originale, ossia:
{\displaystyle \ {\textrm {E}}[(\delta _{1}(X)-\vartheta )^{2}]\leq {\textrm {E}}[(\delta (X)-\vartheta )^{2}]}
Una formulazione più generale è la seguente:
Data una generica funzione di perdita {\displaystyle \ L(\cdot )}, la perdita attesa di uno stimatore di Rao-Blackwell non eccede quella dello stimatore originale, ossia:
{\displaystyle \ {\textrm {E}}[L(\delta _{1}(X))]\leq {\textrm {E}}[L(\delta (X))]}
È chiaro come la prima formulazione sia un caso particolare della seconda, per una funzione di perdita quadratica; in effetti, qualsiasi funzione convessa può essere una funzione di perdita
La tesi della seconda formulazione (e dunque quella della prima, per il caso particolare in cui la funzione di perdita sia quadratica) segue immediatamente dalla disuguaglianza di Jensen; con riferimento alla prima formulazione, è inoltre interessante osservare che essa può essere dimostrata osservando che, per una generica variabile casuale{\displaystyle \ Y} si ha:
{\displaystyle \ 0\leq {\textrm {var}}(Y)={\textrm {E}}(Y^{2})-[{\textrm {E}}(Y)]^{2}}

così che{\displaystyle \ {\textrm {E}}(Y^{2})\geq [{\textrm {E}}(Y)]^{2}}, e che {\displaystyle \ \delta _{1}(X)={\textrm {E}}[\delta (X)|T(X)]} (le proprietà del valore atteso sono conservate nel caso del valore atteso condizionato).
La legge delle aspettative iterate assicura inoltre che lo stimatore di Rao-Blackwell è uno stimatore corretto se lo è anche lo stimatore originale.